# اکاترینا سابو
سابو اکاتالین یا اکاترینا سابو (به رومانیایی: Ecaterina Szabó) مجاری: Szabó Katalin، تلفظ مجاری: [ˈsɒbo: ˈkɒtɒlin] (Ecaterina Szabo Tamas) ورزشکار زن رشتهٔ ژیمناستیک اهل کشور رومانی است. وی در بین سال‌های ‎۱۹۸۴ میلادی در مسابقات بازی‌های المپیک تابستانی در مجموع ۵ مدال، شامل ۴ مدال طلا و ۱ نقره را کسب کرد.